# 인터스코프 게펀 A&M

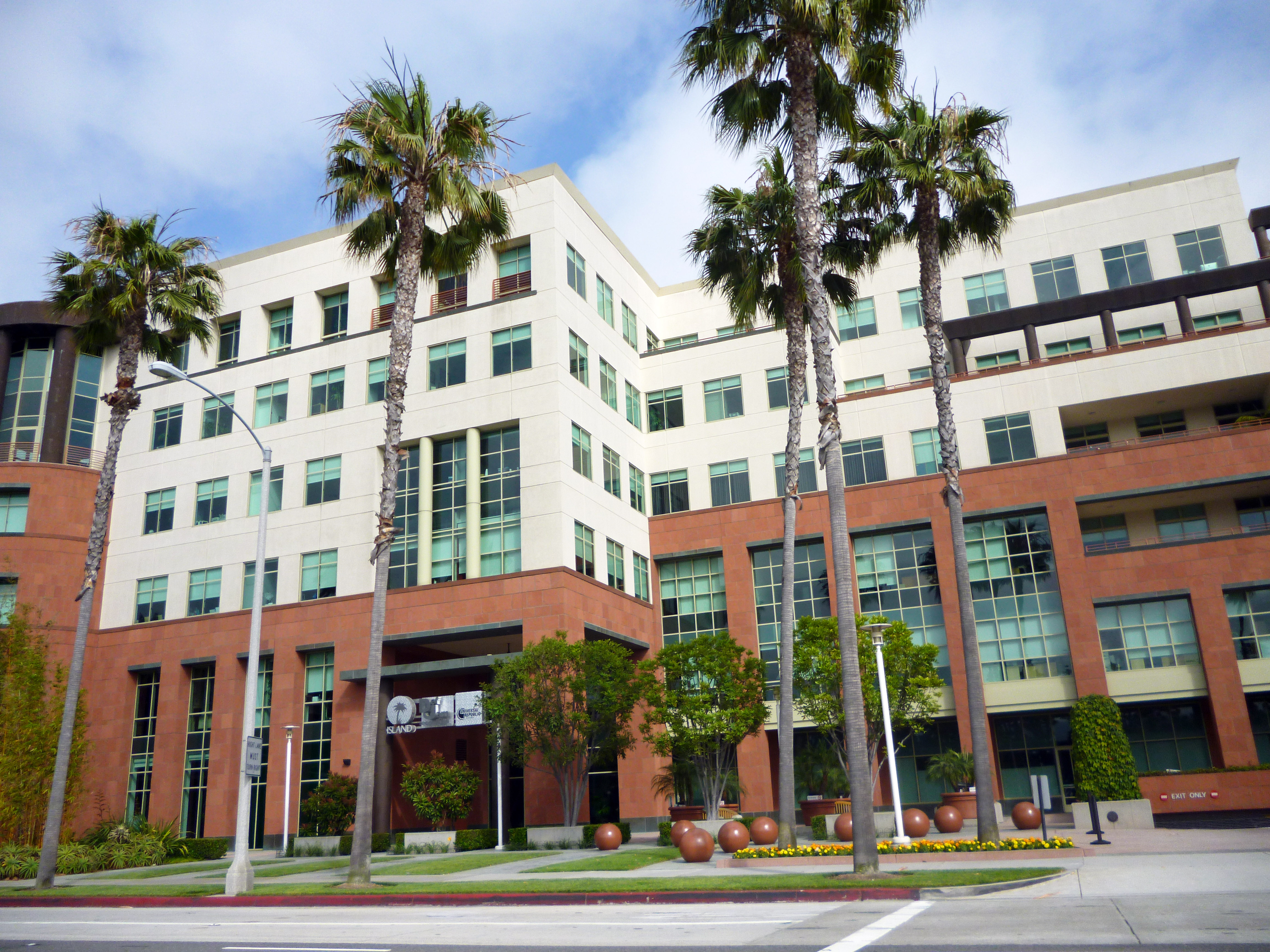
인터스코프 센터

인터스코프 게펀 A&M(Interscope Geffen A&M, IGA)은 미국의 레이블이다. 인터스코프 레코드, 게펜 레코드, A&M 레코드로 이루어져 있다.

## 레이블

### A&M 레코드
- A&M 옥톤 레코드

### 게펜 레코드
- 해피 트리 프렌즈/ 너바나 (Geffen/Universal Music Group Korea)

### 인터스코프 레코드
- 222 레코드
- 애프터매스 엔터테인먼트
  - 셰이디 레코드
    - G-유닛 레코드
- 배드 보이 레코드
- 블랙그라운드 레코드
- 체리트리 레코드
- 엘 카틀 레코드
- 모슬리 뮤직 그룹
- 스타 트렉 엔터테인먼드
- 스트림라인 레코드
- Tennman Records
- 윌아이엠 뮤직 그룹
- 존 4